# Cranioleuca
Cranioleuca là một chi chim trong họ Furnariidae.